# Beaujolais
Pour le vin, voir beaujolais (AOC).
Le Beaujolais est une région naturelle française située au nord de Lyon, s'étendant sur le nord du département du Rhône, le sud de la Saône-et-Loire et le nord-est de la Loire, de la vallée de la Saône aux monts du Beaujolais (Massif central) en passant par les coteaux orientaux voués à la vigne.
Le vignoble du Beaujolais et la majorité de la population se trouvent sur le versant oriental du massif. La ville principale est Villefranche-sur-Saône, seule sous-préfecture du département du Rhône. Le versant ouest, le Beaujolais vert, est un pays forestier et agricole de moyenne montagne.
Le Beaujolais correspond à une ancienne baronnie, dont la capitale était Beaujeu, particulièrement connue grâce à la régence d'Anne de Beaujeu, fille de Louis XI, durant la minorité de son frère Charles VIII de 1483 à 1491.

## Toponymie
Le Beaujolais tire son nom de Beaujou (de la forme dialectale jou « mont, colline »), et non de Beaujeu.

## Géographie

### Situation

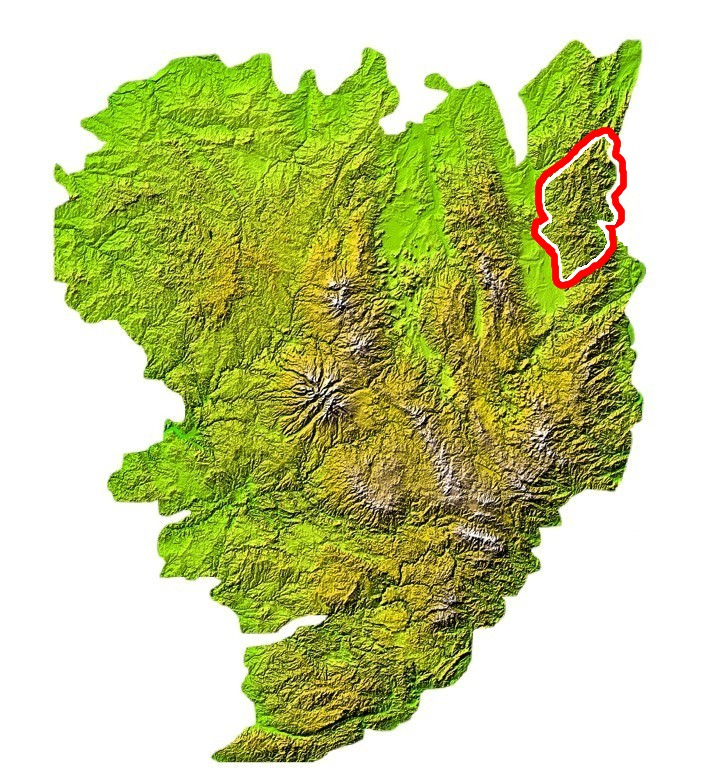
Localisation du Beaujolais sur la carte du Massif central.

Le Beaujolais est un massif collinaire situé au nord-est du Massif central, bordé à l'est par la vallée de la Saône, qui le sépare de la Bresse, et à l'ouest par la vallée de la Loire, qui le sépare du Forez.
Les monts du Beaujolais sont contigus au nord aux monts du Mâconnais et du Charolais (et au-delà au Morvan), au sud aux monts du Lyonnais (et au-delà au massif du Pilat).

### Relief

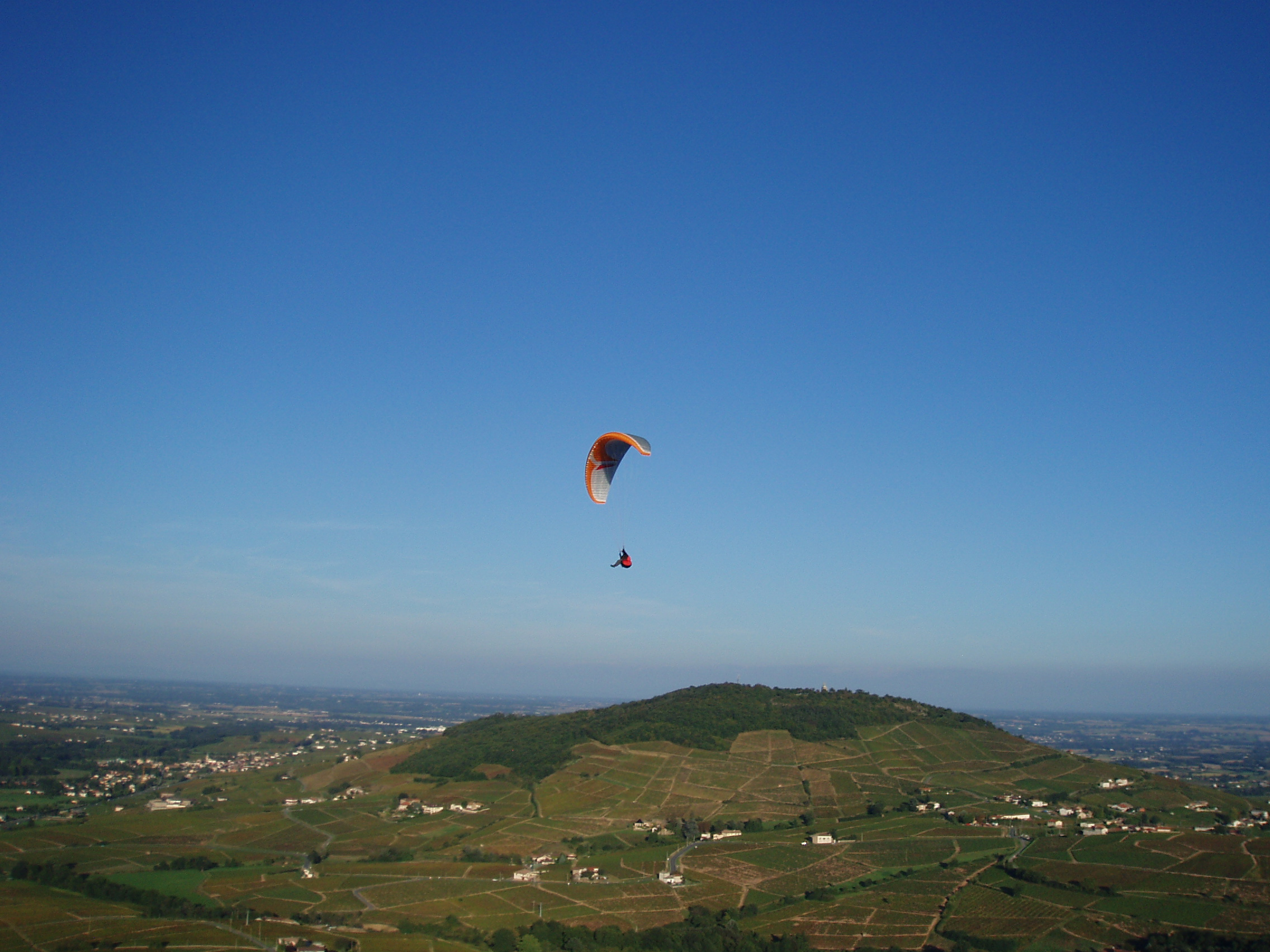
Le mont Brouilly, vu de Quincié-en-Beaujolais (vue aérienne).

Le point culminant des monts du Beaujolais est le mont Saint-Rigaud, à 1 009 m d'altitude. Le sommet est accompagné par le mont Monet à 1 000 mètres, la roche d'Ajoux à 970 mètres et le mont Tourvéon à 944 mètres.

### Hydrographie
Le Beaujolais est partagé entre le bassin du Rhône à l'est et le bassin de la Loire à l'ouest. Une série de cols marque la ligne de partage des eaux.
- La Saône longe le Beaujolais du nord (Mâcon) au sud (Anse).
- L'Ardières, d'orientation ouest-est, arrose Beaujeu et se jette dans la Saône à Belleville-en-Beaujolais.
- L'Azergues descend du col des Écharmeaux vers le sud puis contourne la pointe sud-est du massif pour se jeter dans la Saône à Anse.
- La Turdine, au sud-ouest du massif, se jette à L'Arbresle dans la Brévenne, affluent de l'Azergues.
- Le Rhins coule des monts du Beaujolais vers l'ouest et se jette dans la Loire à Roanne.
- La Vauxonne prend source dans le canton de Gleizé, et conflue dans le même canton, mais traverse le canton de Belleville-en-Beaujolais.

### Géologie
La partie appelée Haut-Beaujolais est caractérisée par des terrains anciens où dominent des affleurements ; les roches y sont principalement le granite, le gneiss et le micaschiste. Le Beaujolais calcaire est développé au sud. Le Beaujolais alluvial, formé par des alluvions tertiaires et quaternaires, s'étend sur la rive droite de la Saône et forme le Bas-Beaujolais.

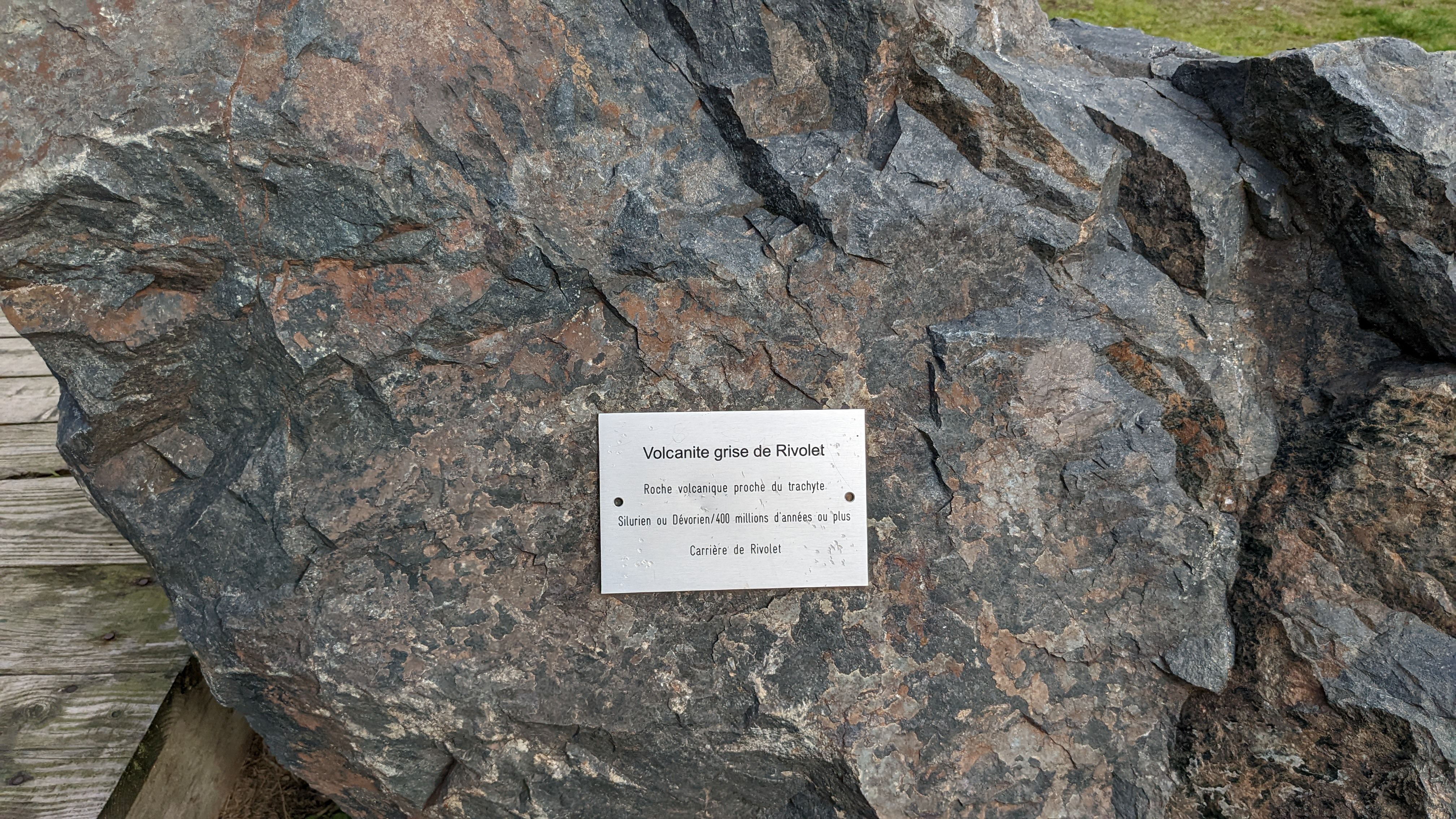
Pierre volcanique Rivolet.
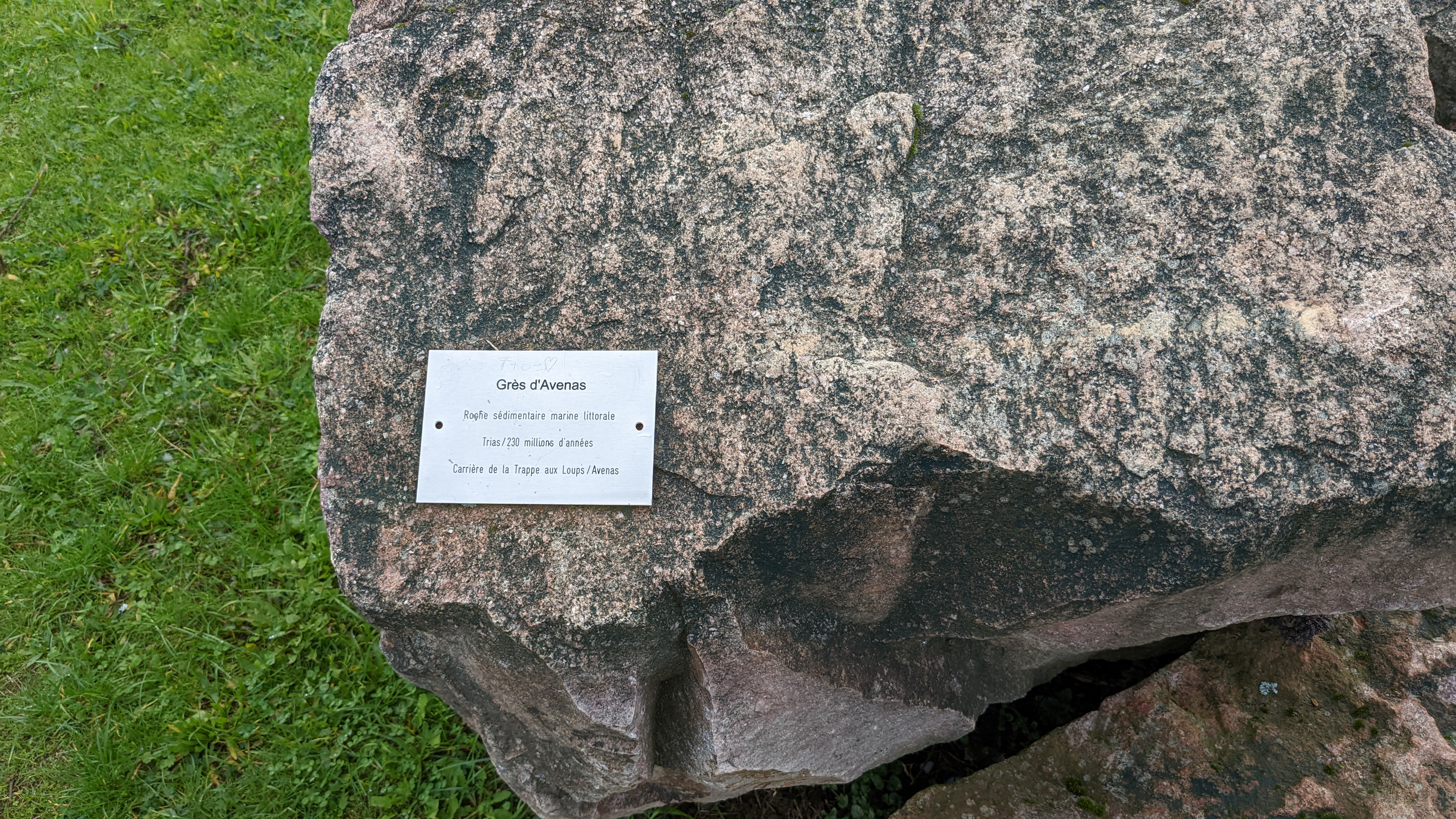
Grès d'Avenas.
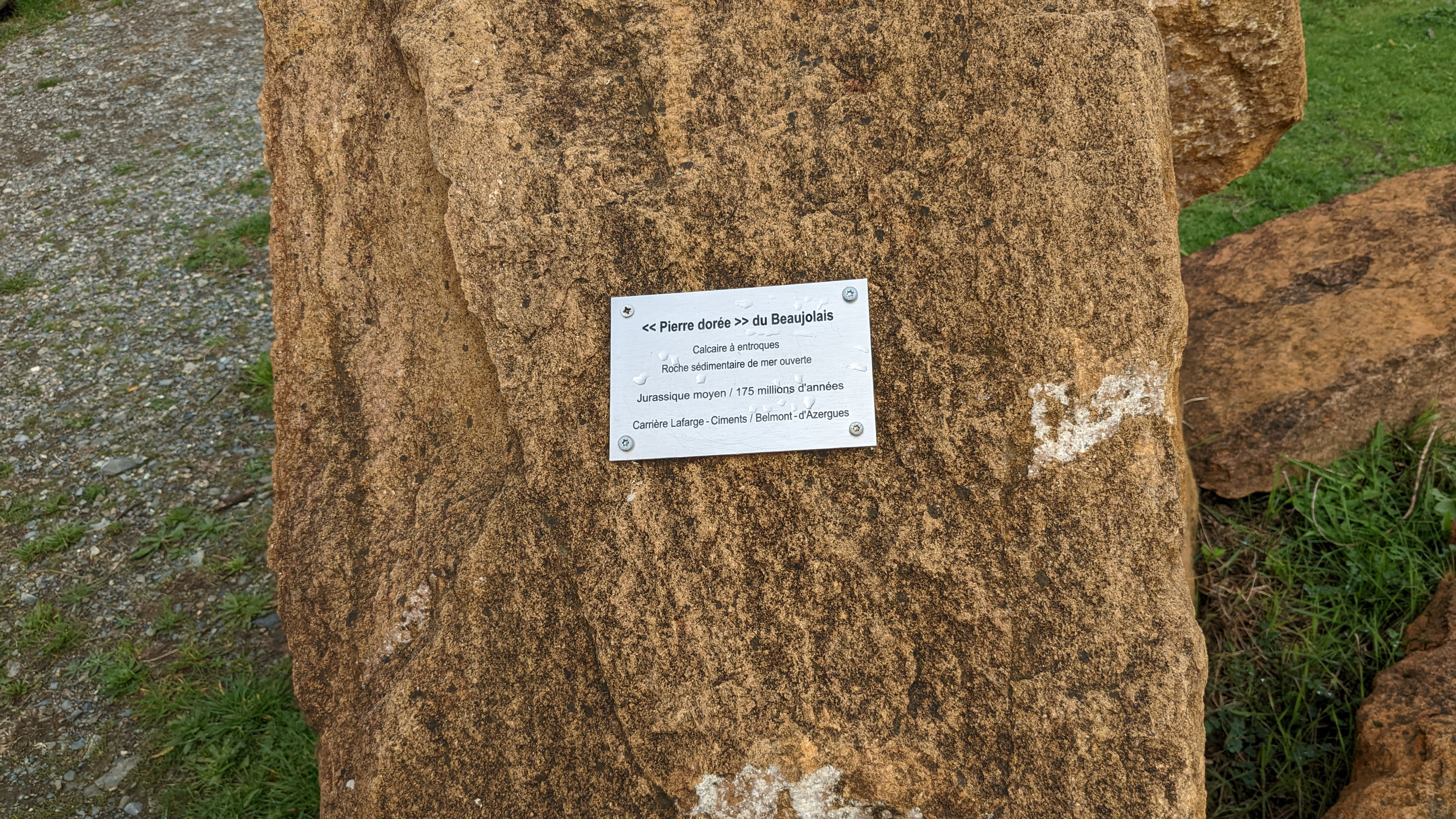
Pierre dorée du Beaujolais.
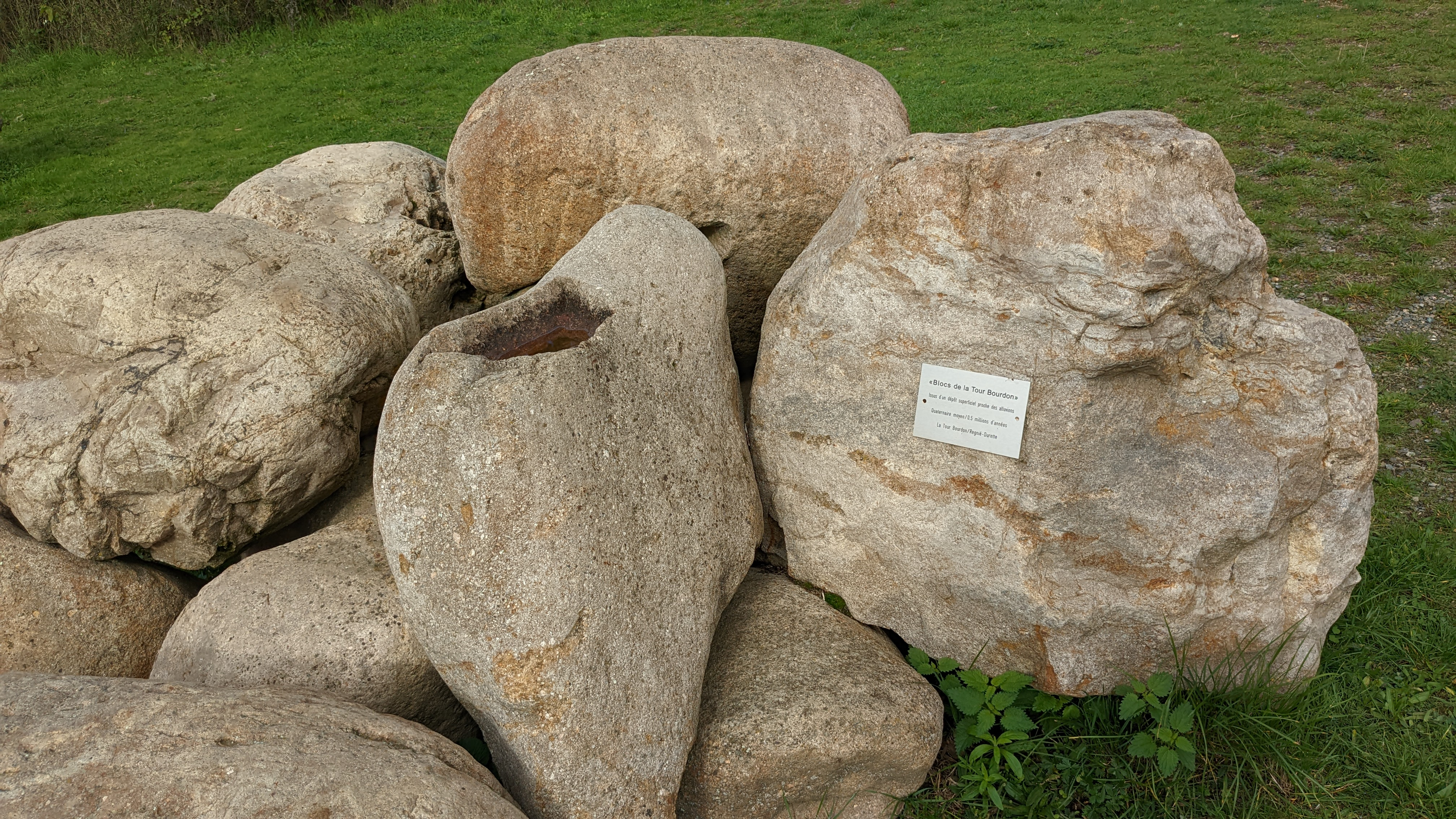
Bloc de la tour Bourdon.
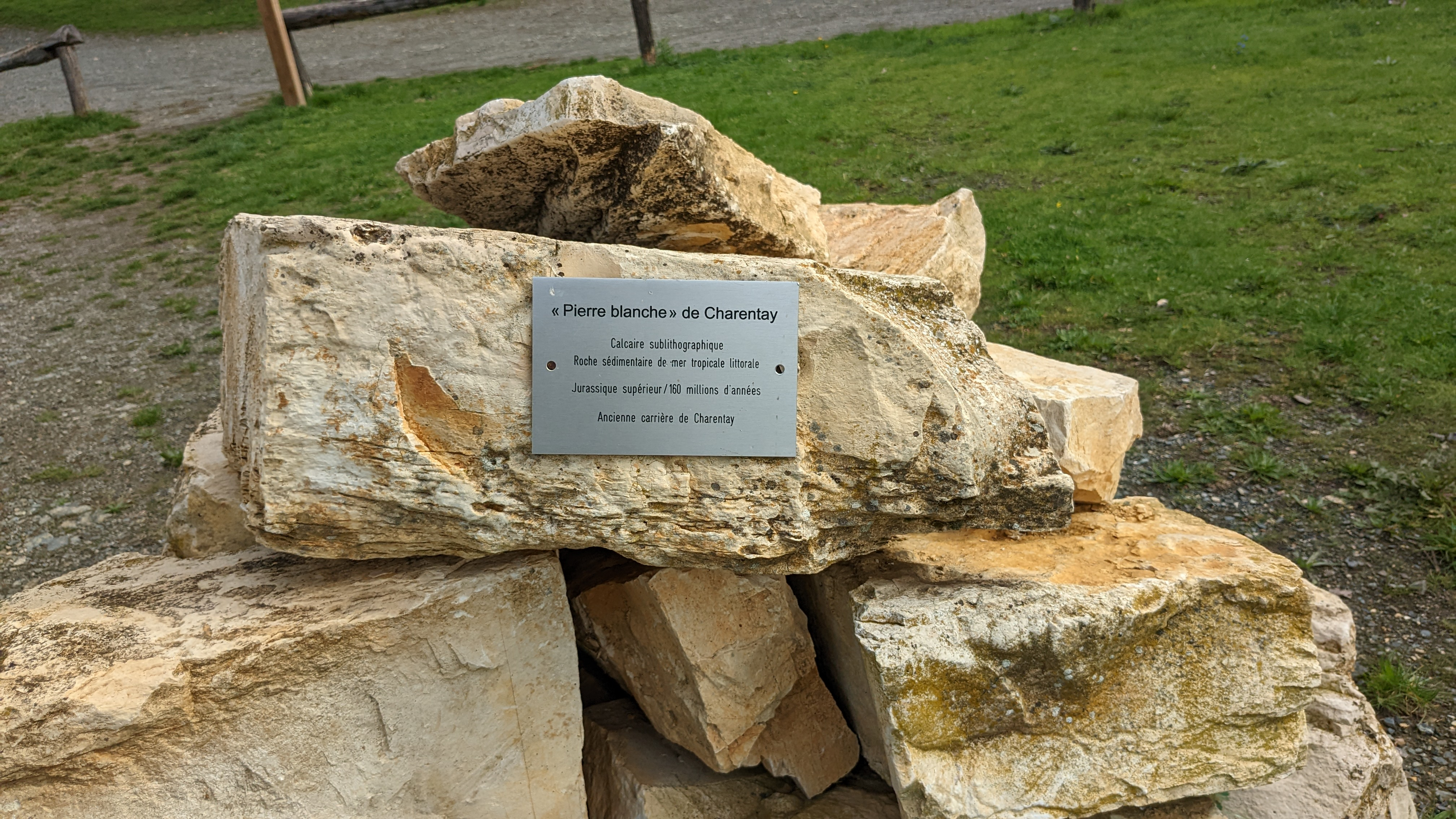
Pierre Blanche de Charentay.

### Communications

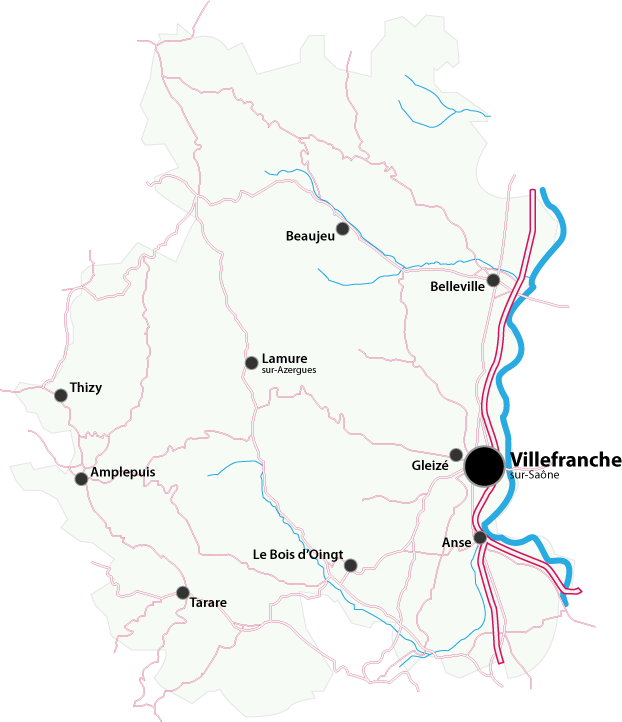
Principales communes du Beaujolais.

Deux voies de communication naturelles marquent le Beaujolais au nord et au sud du massif montagneux : 
- au sud, le passage de Tarare avec le col des Sauvages (723 mètres) entre le bassin du Rhône (vallée de la Turdine) et le bassin de la Loire (vallée du Rhins) ; ce passage est utilisé par la RN7 et l'autoroute de Lyon à Clermont-Ferrand ;
- au nord, le passage de Beaujeu, dû à la remontée de l'érosion jusqu'à l'intérieur du massif, qui fait communiquer Belleville (Rhône) avec Pouilly-sous-Charlieu par le col des Écharmeaux.

### Climat
Le Beaujolais a un climat semi-continental avec une influence montagnarde[réf. nécessaire].

## Histoire

Armoiries du Beaujolais.

En 1898, Claudius Savoye, instituteur en Beaujolais, écrit un ouvrage qui fait référence sur le Beaujolais préhistorique.
Le Beaujolais fut d'abord une baronnie qui était possédée au IXe siècle par Guillaume Ier de Forez, comte du Lyonnais et du Forez, mort en 900. À sa mort, la baronnie échut à son fils Bérard qui le premier porta le titre de sire de Beaujeu. Cette première maison s'éteignit en 1265, en la personne de Guichard V.
Isabeau, son héritière, épousa Renaud, comte du Forez, qui devint chef d'une nouvelle maison de sires de Beaujeu, parmi lesquels on remarque Édouard Ier, maréchal de France. La baronnie de Beaujeu passa, vers 1400, dans la maison de Bourbon, par la cession qu'en fit Édouard II à Louis II de Bourbon, son oncle. Un des descendants de celui-ci, Pierre II de Bourbon, sire de Beaujeu, épousa Anne de France, fille de Louis XI, connue sous le nom de Dame de Beaujeu ou Anne de Beaujeu.
En 1522, le Beaujolais, confisqué au connétable de Bourbon, fut donné à Louise de Savoie, mère de François Ier. Réuni à la couronne en 1531, il fut rendu en 1560 par François II, à Louis III de Montpensier, héritier du Connétable. Marie de Montpensier le porta en dot, en 1626 à Gaston d'Orléans, dont la fille, la célèbre Grande Mademoiselle, le légua à Philippe d'Orléans, frère de Louis XIV.
Le Beaujolais, érigé en comté, resta depuis dans la maison d'Orléans. Le dernier prince qui ait porté le titre de comte du Beaujolais fut Louis Charles d'Orléans, le troisième frère du roi Louis-Philippe Ier, né à Paris en 1779 et mort à Malte en 1808.
C'est du Beaujolais que démarrent les premières déprédations commises par la bête du Lyonnais, qui fera une trentaine de victimes entre 1754 et 1756.

Le gouvernement général de Lyon au XVIII, avec les provinces du Lyonnais, du Forez et du Beaujolais, et les communes et départements actuels.

## Économie
L'économie du Beaujolais repose sur la viticulture, l'agriculture et la sylviculture, l'industrie et les activités de services.
Toutefois, un tiers des travailleurs résidant dans le Beaujolais travaillent dans l'agglomération de Lyon.

### Trois régions économiques
Le Beaujolais est réparti entre trois zones bien différenciées :
- le val de Saône, où passent d'importantes voies de communication (route, autoroute Paris-Lyon, voies ferrées, Saône canalisée), et où se trouvent des activités industrielles diversifiées ;
- les coteaux du Beaujolais, qui portent le vignoble ;
- le Beaujolais vert est caractérisé par une activité agricole dominée par l'élevage, une filière sylvicole porteuse d'une identité naturelle et économique forte[réf. nécessaire], une économie traditionnelle en phase de diversification (depuis le textile vers la métallurgie, le plastique et l'agroalimentaire), une activité touristique en développement, notamment à Cublize, avec le lac des Sapins.

### Viticulture
C'est une région viticole, connue pour ses vins typiques, vins rouges issus à 97 % du cépage Gamay. Le vignoble du Beaujolais s'étend sur les coteaux à la base des contreforts orientaux du massif, le long de la Saône.

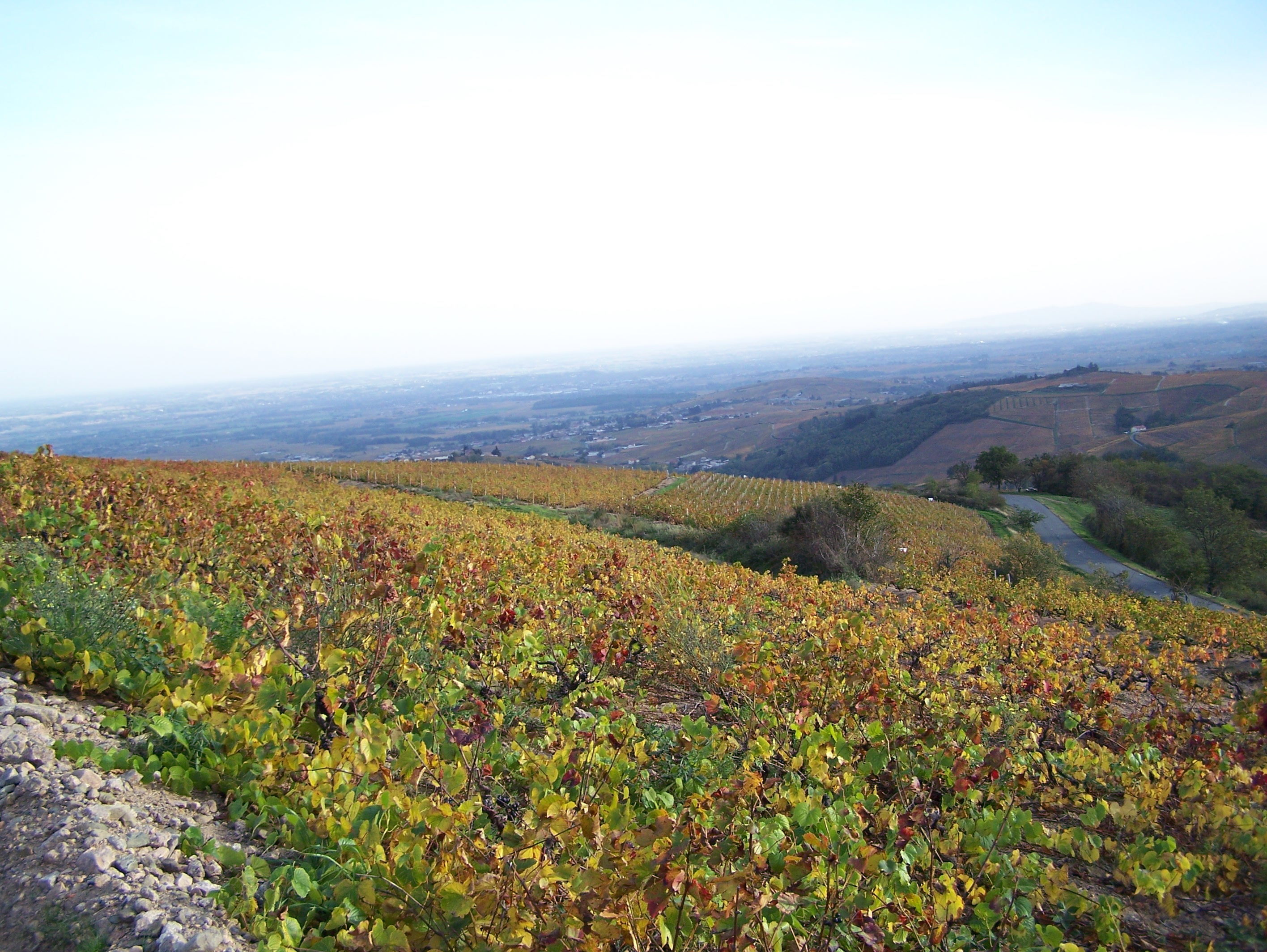
Vignoble du Beaujolais en automne.

La production moyenne s'élève à 1 million d'hectolitres par campagne.
Le vignoble est réparti entre douze AOC : deux appellations génériques (Beaujolais et Beaujolais Villages) et dix crus (morgon, régnié, moulin-à-vent, côte-de-brouilly, brouilly, juliénas, saint-amour, chénas, chiroubles et fleurie).
Seules les appellations génériques peuvent prétendre à la commercialisation en primeur, attendue chaque année dans le monde entier le troisième jeudi de novembre, lors de la traditionnelle dégustation du « beaujolais nouveau ».

### Sylviculture
Les hauteurs du Beaujolais portent de nombreuses parcelles plantées de conifères, notamment le pin douglas.

### Industrie textile
De nombreuses usines de tissage sont actives dans la région[réf. nécessaire].
Elles furent à l'origine d'une importante activité économique jusqu'au début de la mondialisation.

## Le Beaujolais dans la culture populaire

### Littérature
- Le beaujolais nouveau est arrivé, roman de René Fallet, 1975.
- Le Vignoble du Diable, roman de Philippe Bouin, Presses de la Cité, 2013

### Filmographie
- Le Beaujolais nouveau est arrivé de Jean-Luc Voulfow, 1978 (adapté du roman homonyme) ;
- Après lui, de Gaël Morel, 2007.
- Dialogue avec mon jardinier, de Jean Becker, 2007[7].
- Saint Amour, de Benoît Delépine et Gustave Kervern, 2016[8].